# Hypo-Meeting 2013
Hypo-Meeting 2013 – mityng lekkoatletyczny w konkurencjach wielobojowych rozegrany 25 i 26 maja w Götzis w Austrii. Zawody były drugą odsłoną cyklu IAAF World Combined Events Challenge w sezonie 2013.

## Rezultaty
| Konkurencja:           | 1. miejsce      | Rezultat        | 2. miejsce            | Rezultat     | 3. miejsce      | Rezultat     |
| Dziesięciobój mężczyzn | Damian Warner   | 8307 pkt. SB    | Carlos Eduardo Chinin | 8182 pkt. PB | Gunnar Nixon    | 8136 pkt. PB |
| Siedmiobój kobiet      | Brianne Theisen | 6376 pkt. WL SB | Nadine Broersen       | 6345 pkt. PB | Dafne Schippers | 6287 pkt. SB |